# 黄水枝
黄水枝（学名：Tiarella polyphylla），俗名：防风七、水前胡、博落,为虎耳草科黄水枝属下的一个植物种。种加词 polyphylla 意为“多片叶子的”。产中国陕西南部、甘肃（陇南）、江西、台湾、湖北、湖南、广东、广西、四川、贵州、云南和西藏南部。
黄水枝为民间传统用药。